# نيكولاي ليونارد
نيكولاي ليونارد (بالرومانية: Nicolae Leonard)‏ هو مغني أوبرا روماني، ولد في 13 ديسمبر 1886 في غالاتس في رومانيا، وتوفي في 24 ديسمبر 1928 في Câmpulung ‏ في رومانيا.